# Musée naval de Mersin
Le musée naval de Mersin (turc : Mersin Deniz Müzesi) est un musée naval situé à Mersin, en Turquie.

## Géographie
Le musée est situé dans la municipalité Yenisehir de Mersin. Il est établi sur le boulevard Adnan Menderes, à environ 100 mètres de la côte méditerranéenne. La mosquée Mudgat est au nord-est du musée.

## Histoire
Le port de Mersin est l'un des plus importants ports de Turquie. La Marine turque a décidé de créer un musée naval ici. La construction a commencé le 16 septembre 2009. La Mersin Musée Naval est le quatrième musée naval de Turquie après celui  d'Istanbul, de Çanakkale, et d'Iskenderun. Il a été ouvert au public le 14 juillet 2011.

## Musée
Des objets tels que des uniformes, des armes, des navires de guerre historiques, des peintures sur les batailles ottomanes les plus importantes, et des portraits d'amiraux comme Çaka Bey, Umur Bey, Piri Reis et Hasan Pacha l'Algérien, Uludj Ali sont présents dans le musée. Dans le hall, les visiteurs peuvent regarder des vidéos des croiseurs Hamidye,  Mahmudiye, ainsi que sur la bataille de Prévéza, et Khayr Ad-din Barberousse, le navire Nusret, et le croiseur Yavuz. De gros équipements militaires, comme des radars, des torpilles, etc., sont affichés dans le dépôt du Muséum.